# CZ 75
De CZ 75 is een semiautomatisch wapen van de Tsjechische wapenfabrikant Česká Zbrojovka Uherský Brod (CZ) ontworpen in 1975. Het wapen staat bekend om zijn nauwkeurigheid en betrouwbaarheid.

## Ontwerp
Er zijn een paar dingen aan het wapen die het onderscheiden van andere semiautomatische wapens, bijvoorbeeld glijdt de slede niet over het frame heen maar binnen het frame. Colonel Jeff Cooper, die lange tijd de Colt M1911A1 prefereerde, zei dat de CZ 75 het beste double action wapen is dat er bestaat. Het is een van de meest populaire wapens uit zijn klasse. Dit wapen is ook een van de meest gebruikte wapens onder ordediensten wereldwijd

## Productie
Het wapen was origineel bedoeld om te worden geëxporteerd. Met de massa productie van de CZ 75 werd begonnen in 1976. Het was niet overal verkrijgbaar totdat in 1993 Action Arms hem begon te importeren. Tegenwoordig verzorgt CZ-USA de distributie in de Verenigde Staten.

## Varianten

### CZ
Enkele varianten van de CZ, inclusief de CZ 75.
- CZ 75 TS: De TACTICAL SPORTS versie van de CZ 75 en alleen in SA (single action).
- CZ 75: De originele versie, makkelijk te herkennen aan de kromme trekker en ronde veer.
- CZ 75B: Tweede generatie CZ 75 met een intern veiligheids mechanisme.
- CZ 85: Exact hetzelfde wapen als de CZ 75, alleen zijn de sledepal en veiligheidspal ambidexter uitgevoerd.
- CZ 75: Compact : De originele CZ 75 maar met een kortere grip en een kortere loop.
- CZ 75 D PČR (Policie České republiky - De CZ staatspolitie): Een populair politiewapen met een verkleinde grip en loop, bekend om zijn, in verhouding, goede accuratie en gewicht.
- CZ 75B SA: Een CZ 75 met een single action mechanisme.

## Gebruik
Het wapen wordt gebruikt in de volgende landen door de aangegeven instanties:
- Chili: Door het leger.
- Finland: Door verschillende autoriteiten.
- Iran: Door het leger.
- Kroatië: Door de politie.
- Litouwen: Door de politie.
- Tsjechië: Door de politie.
- Turkije: Door de politie.
- Verenigde Staten: Verschillende politie-instellingen.
- Polen: Door de politie.